# Bergia barklyana
Bergia barklyana är en slamkrypeväxtart som beskrevs av Gregory John Leach. Bergia barklyana ingår i släktet Bergia och familjen slamkrypeväxter. Inga underarter finns listade i Catalogue of Life.